# Fernando I Gonzaga
Fernando I Gonzaga, em italiano Ferdinando I Gonzaga (Mântua, 26 de abril de 1587 – 29 de outubro de 1626) era um membro da Dinastia Gonzaga, que veio a ser Duque de Mântua e Duque de Monferrato de 1612 até à morte.

## Biografia
Fernando era o segundo filho varão do duque Vicente I e de Leonor de Médici.
Aos 20 anos de idade fora nomeado cardeal mas, dada a morte prematura de seu irmão mais velho, o duque Francisco IV em 1612 , é forçado a renunciar à carreira eclesiástica, para suceder como soberano dos ducados de Mântua e de Monferrato.
Fernando Gonzaga morre em 1626, sendo sucedido pelo seu irmão mais novo Vicente II.

## Casamentos e descendência
Em 1616 casa, em segredo, com Camilla Faà di Bruno, de quem se divorcia no mesmo ano. Este casamento não veio a ser reconhecido e o filho nascido dessa união, Francisco Jacinto Gonzaga (Francesco Giacinto Gonzaga) (1616 – 1630), Senhor de Bianzè desde 1624, apesar de aceite na côrte, não foi reconhecido como herdeiro de Fernando, vindo a morrer de peste durante o cerco de Mântua, em 1630.
Em 16 de fevereiro de 1617, Fernando casa com Catarina de Médici (1593–1629), filha de Fernando I, Grão-duque da Toscana. Deste casamento não houve descendência.

## Honras
- Grão-Mestre da Ordem do Redentor
- Cavaleiro da Ordem de Malta